# Bosmie-l'Aiguille
Bosmie-l'Aiguille (tiếng Occitan: Bòsc Mian) là một xã của tỉnh Haute-Vienne, thuộc vùng Nouvelle-Aquitaine, miền trung nước Pháp.